# Stramentizzo-Stausee
Der Stramentizzo-Stausee (italienisch Lago di Stramentizzo) befindet sich im Fleimstal in Italien auf einer Höhe von 787 m s.l.m. Administrativ ist er aufgeteilt zwischen der Gemeinde Castello-Molina di Fiemme im Trentino und der Gemeinde Altrei in Südtirol. Der Stausee wurde 1956 an der Stelle des Dorfs Stramentizzo fertiggestellt, das durch eine neue gleichnamige Siedlung am Ostende des Gewässers ersetzt wurde. Vom alten Dorf erhalten blieb lediglich das Portal der Schutzengel-Kirche.
Im Stramentizzo-Stausee wird der Avisio zum Zwecke der Stromerzeugung gestaut. Das dazu benötigte Wasser wird per Druckrohrleitung in einem fast 10 Kilometer langen Tunnel unter dem Trudner Horn und der Königswiese hindurch Richtung Westen ins Unterland bei Laag geleitet. Das hiermit gespeiste Kraftwerk St. Florian erreicht im Durchschnitt eine Jahresleistung von 400 Millionen Kilowattstunden.